# Портрет Илије Певца
Портрет Илије Певца је југословенска телевизијска мини серија, снимљена у продукцији Телевизије Београд 1988. године. Аутори серије били су режисер Славољуб Стефановић Раваси и сценариста Синиша Ковачевић.
Серија је настала као телевизијска адаптација представе Синише Ковачевића Ново је доба и једна је од тада ретких критика упућених на рачун послератне комунистичке власти. Радња серије се одвија у Сремском селу Манђелос.

## Улоге
| Глумац                    | Улога                   |
| ------------------------- | ----------------------- |
| Данило Лазовић            | Илија Певац             |
| Миодраг Крстовић          | Илија Јесанов           |
| Александар Берчек         | Душан Голић             |
| Љиљана Драгутиновић       | Невена Певац            |
| Лазар Ристовски           | Павле Добренов          |
| Александра Николић        | Велинка Делић           |
| Петар Краљ                | Брана Радаковић „Тујта“ |
| Васја Станковић           | Ковач Радоје Белегишки  |
| Столе Аранђеловић         | Милош Певац             |
| Славко Симић              | Деда Васа               |
| Лепомир Ивковић           | Ђорђе Белегишки         |
| Никола Милић              | Отац Илије Јесанова     |
| Велимир Животић           | Доктор                  |
| Драгомир Фелба            | Свештеник Јован         |
| Божидар Павићевић Лонга   | Чавка                   |
| Љиљана Благојевић         | Бранислава Ковачевић    |
| Љубомир Ћипранић          | Црепајац                |
| Жељка Цвјетан             | Цвијета                 |
| Богдан Јакуш              | Мита                    |
| Ранко Ковачевић           | Ханс                    |
| Љиљана Крстић             | Јовишина мајка          |
| Мирољуб Лешо              | Радуле                  |
| Младен Нелевић            | Јовиша                  |
| Мирослав Дуда Радивојевић | Срета                   |
| Маринко Шебез             | Сељак 1                 |
| Миња Војводић             | Сељак 2                 |
| Душан Тадић               | Службеник у општини     |
| Љуба Тадић                | Генерал Ковачевић       |
| Владан Живковић           | Газда кафане            |
| Зоран Стојиљковић         |                         |
| Емилија Бировљев          |                         |

Комплетна ТВ екипа  ▼
| Редитељ              | Славољуб Стефановић Раваси |
| Сценариста           | Синиша Ковачевић           |
| Композитор           | Зоран Христић              |
| Директор фотографије | Мирослав Воркапић          |
| Монтажер             | Радомир Тодоровић          |
| Сценограф            | Светлана Зојкић            |
| Уметнички директор   | Вуко Перовић               |
| Уметнички директор   | Горан Живковић             |
| Костимограф          | Светлана Зојкић            |
| Одсек за шминку      | Стојанка Анђелковић        |
| Одсек за шминку      | Славица Сајкиц             |